# 热诺斯
热诺斯（法語：Génos，法語發音：[ʒenɔs]）是法国上比利牛斯省的一个市镇，属于巴涅尔德比戈尔区。

## 地理
热诺斯（42°48'35"N, 0°24'7"E）面积23.63 平方千米，位于法国奧克西塔尼大區上比利牛斯省，该省份为法国西南部内陆省份，北至热尔省，西接大西洋比利牛斯省，南与西班牙接壤，东临上加龙省。
与热诺斯接壤的市镇（或旧市镇、城区）包括：卢当维耶勒、阿代尔维耶勒-普谢尔格、阿泽、圣拉里-苏朗。
热诺斯的时区为UTC+01:00、UTC+02:00（夏令时）。

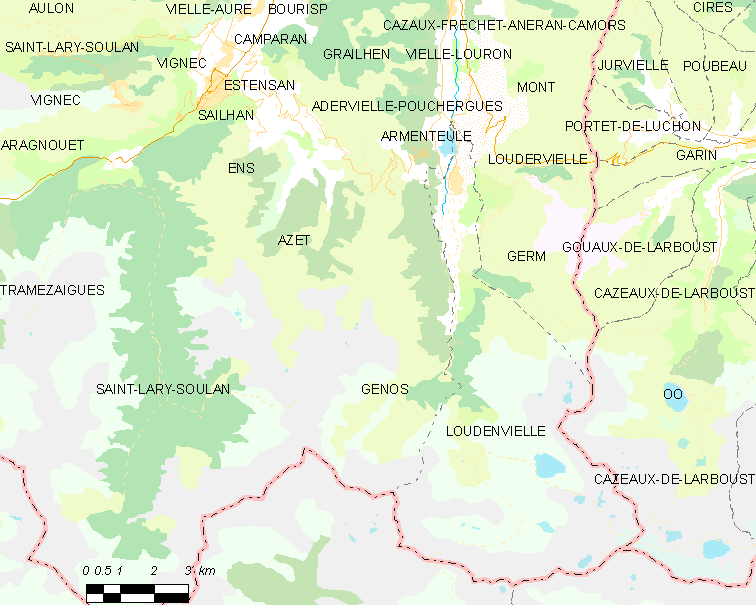
热诺斯的OSM定位图

## 行政
热诺斯的邮政编码为65240，INSEE市镇编码为65195。

## 政治
热诺斯所属的省级选区为内斯特-欧尔-卢龙县。

## 人口

1962-2008年间热诺斯人口变化图示

热诺斯于2022年1月1日时的人口数量为132人。